# 月に憑かれたピエロ
『月に憑かれたピエロ』（つきにつかれたピエロ、フランス語: Pierrot lunaire）は、ベルギーの詩人アルベール・ジローが1884年に発表したフランス語の詩集、およびジローの原詩をもとにオットー・エーリヒ・ハルトレーベンが1892年に発表した自由なドイツ語訳の詩集、あるいはこれらの詩に基づく歌曲やメロドラマ（音楽を伴奏とする詩の朗読）などの音楽作品である。
原題のまま『ピエロ・リュネール』とも呼ばれる。
作品では、ピエロ、コロンビーナ、カッサンドロといったイタリアの古典演劇（コメディア・デラルテ）の登場人物がグロテスクで幻想的な世界を繰り広げる。
本稿では主に、オーストリアの作曲家アルノルト・シェーンベルクが1912年に作曲したメロドラマ（作品21）を中心に記述する。

## 詩集『月に憑かれたピエロ』

### ジローの原詩

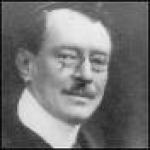
アルベール・ジロー

ベルギーの象徴派詩人で「若きベルギー」の創始者のひとりであるアルベール・ジロー（本名エミール・アルベール・カイェンベルフ、1860年 - 1929年）が1884年にブリュッセルで出版した。フランス語で書かれており、「ベルガモのロンデル」の副題がある。50篇の詩から成っている。
副題にあるように、各詩はフランスの定型詩の一つであるロンデルの形式を採っている。これは、4行＋4行＋5行の3連構成であり、第1行は第7行と第13行で、第2行は第8行において、それぞれ反復されるものである。以下に具体例を挙げる（『月に憑かれたピエロ』から「打ち首（DÉCOLLATION）」）。
| 1行目 La lune, comme un sabre blanc 2行目 Sur un sombre coussin de moire, 3行目 Se courbe en la nocturne gloire 4行目 D’un ciel fantastique et dolent.                                             |
| 5行目 Un long Pierrot déambulant 6行目 Montre avec des gestes de foire 7行目 La lune, comme un sabre blanc （＝1行目） 8行目 Sur un sombre coussin de moire.（＝2行目）                            |
| 9行目 Il flageole et, s’agenouillant, 10行目 Rêve dans l’immensité noire 11行目 Que pour la mort expiatoire 12行目 Sur son cou s’abat en sifflant 13行目 La lune, comme un sabre blanc.（＝1行目） |

- Albert Giraud (フランス語), Pierrot lunaire, ウィキソースより閲覧。

### ハルトレーベンによるドイツ語訳

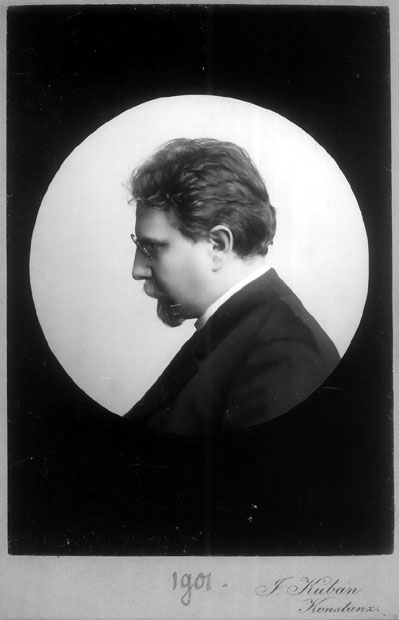
ハルトレーベン

ドイツ語訳はオットー・エーリヒ・ハルトレーベン（1864年 - 1905年）により作られ、1892年にベルリンで出版された。ハルトレーベンはドイツ語訳にあたり、ロンデルの形式は踏襲したものの、ジローの原詩を単なる素材として見なして自由な改変を加えた。このことにより、ドイツ語版は表現の洗練、内容の深さともに原作をこえるものになった。
このドイツ語版『月に憑かれたピエロ』を題材として、フェルディナント・プフォール、オットー・フリースランダー（Otto Vrieslander、1880年 - 1950年）、ヨーゼフ・マルクス 、シェーンベルク、 マックス・コヴァルスキ など、複数の作曲家が曲付けを行った。
1911年にはミュンヘンにおいて、ハルトレーベン訳の新版が400部限定で出版されたが、この版にはフリースランダー作曲による歌曲の楽譜（抜粋）が付けられていた。

## シェーンベルク作曲による『月に憑かれたピエロ』の特徴

### 概要
シェーンベルクが1912年に作曲した『月に憑かれたピエロ』作品21は、正式な表題を『アルベール・ジローの「月に憑かれたピエロ（ドイツ語訳オットー・エーリヒ・ハルトレーベン）」から採った全三部各部七篇の詩。シュプレヒシュティンメ（語りの声）、 ピアノ、フルート （ピッコロと持ち替え）、クラリネット（ バスクラリネットと持ち替え）、ヴァイオリン（ヴィオラと持ち替え）、チェロのためのメロドラマ』といい、委嘱者かつ初演者の女優アルベルティーネ・ツェーメ（Albertine Zehme、1857年 - 1946年）に献呈されている。表題にあるように、ドイツ語版の詩集から選ばれた21篇が、7篇ずつ3部に分けて曲付けがなされている。
- 第1部：「月に酔い」「コロンビーナ」「伊達男」「蒼ざめた洗濯女」「ショパンのワルツ」「聖母」「病める月」
- 第2部：「夜」「ピエロへの祈り」「盗み」「赤いミサ」「絞首台の歌」「打ち首」「十字架」
- 第3部：「郷愁」「悪趣味」「パロディ」「月のしみ」「セレナーデ」「帰郷」「おお、なつかしい香りよ」

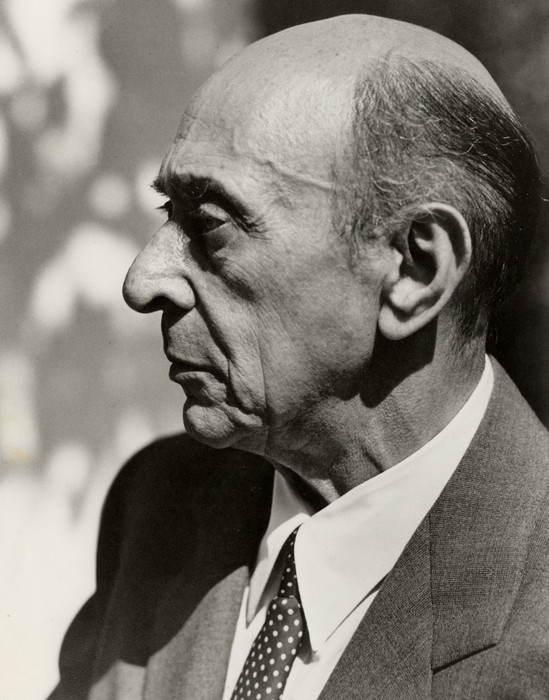
シェーンベルク

### 声
詩は「語り手」により、「シュプレヒシュティンメ（独語：Sprechstimme、文字通りには「話し声」。「シュプレヒゲザング」（独語：Sprechgesang、「語るように歌う」）ともいう）」と呼ばれる、歌唱と朗読の中間的な方法で表現される。
シュプレヒシュティンメの楽譜は、他の歌曲と同様、五線譜に記された音符によって音価やリズム、音程が示され、その下に歌詞が割り付けられており、特殊な記譜方法として、符幹（音符の「棒」の部分）に「×」印が付けられている。
シェーンベルクは『月に憑かれたピエロ』のスコア序文において、シュプレヒシュティンメの表現方法を次のように説明している。
音価やリズムが楽譜に規定されることは明らかであるが、難しいのは音程の扱いである。作曲家・指揮者のピエール・ブーレーズは『シュプレッヒゲザングに関する覚え書き』において、作曲者自身による説明が「不明瞭」であり、シュプレヒシュティンメについて「正確な観念を抱きにくい」としている。

### オーケストレーション
器楽セクションは5人の演奏者が担当し、持ち替えによって8種類の楽器が使用される（フルート／ピッコロ持ち替え、クラリネット／バスクラリネット持ち替え、ヴァイオリン／ヴィオラ持ち替え、チェロ、ピアノ）。各曲ごとに異なるオーケストレーションが施され、編成は万華鏡のように変化する。
| 曲名                      | Fl／Picc                   | Cl／BsCl                      | Vn／Vla               | Vc       | p      | 備考                                               |
| ------------------------- | -------------------------- | ----------------------------- | --------------------- | -------- | ------ | -------------------------------------------------- |
| 1 月に酔い                | フルート                   |                               | ヴァイオリン          | チェロ   | ピアノ |                                                    |
| 2 コロンビーヌ            | フルート                   | クラリネット                  | ヴァイオリン          |          | ピアノ |                                                    |
| 3 伊達男                  | ピッコロ                   | クラリネット                  |                       |          | ピアノ |                                                    |
| 4 蒼ざめた洗濯女          | フルート                   | クラリネット                  | ヴァイオリン          |          |        |                                                    |
| 5 ショパンのワルツ        | フルート                   | クラリネット→バスクラリネット |                       |          | ピアノ |                                                    |
| 6 聖女                    | フルート                   | バスクラリネット              | ヴァイオリン＊        | チェロ   | ピアノ | ＊ヴァイオリンは末尾部分のみ。                     |
| 7 病める月                | フルート                   |                               |                       |          |        |                                                    |
| 8 夜                      |                            | バスクラリネット              |                       | チェロ   | ピアノ |                                                    |
| 9 ピエロへの祈り          |                            | クラリネット                  |                       |          | ピアノ |                                                    |
| 10 盗み                   | フルート                   | クラリネット                  | ヴァイオリン          | チェロ   | ピアノ |                                                    |
| 11 赤いミサ               | ピッコロ                   | バスクラリネット              | ヴィオラ              | チェロ   | ピアノ |                                                    |
| 12 絞首台                 | ピッコロ                   |                               | ヴィオラ              | チェロ   |        |                                                    |
| 13 打ち首（前半）         |                            | バスクラリネット              | ヴィオラ              | チェロ   | ピアノ |                                                    |
| 13 打ち首（後半）         | フルート                   | バスクラリネット→クラリネット | ヴィオラ              | チェロ   |        |                                                    |
| 14 十字架                 | フルート                   | クラリネット                  | ヴァイオリン          | チェロ   | ピアノ |                                                    |
| 15 郷愁                   | ピッコロ＊                 | クラリネット                  | ヴァイオリン          | チェロ＊ | ピアノ | ＊ピッコロ、チェロは末尾部分のみ。                 |
| 16 悪趣味                 | ピッコロ                   | クラリネット                  | ヴァイオリン          | チェロ   | ピアノ |                                                    |
| 17 パロディ               | ピッコロ→フルート→ピッコロ | クラリネット                  | ヴィオラ              |          | ピアノ |                                                    |
| 18 月のしみ               | ピッコロ                   | クラリネット                  | ヴァイオリン          | チェロ   | ピアノ |                                                    |
| 19 セレナーデ             | フルート＊                 | クラリネット＊                | ヴァイオリン＊        | チェロ   | ピアノ | ＊フルート、クラリネット、ヴァイオリンは末尾のみ。 |
| 20 帰郷                   | フルート                   | クラリネット                  | ヴァイオリン          | チェロ   | ピアノ |                                                    |
| 21 おお、なつかしい香りよ | フルート→ピッコロ          | クラリネット→バスクラリネット | ヴァイオリン→ヴィオラ | チェロ   | ピアノ |                                                    |

### 無調
シェーンベルクの作風は、初期においては後期ロマン派的であったが、その後の「第2期」においては調性が放棄され無調が指向される。『月に憑かれたピエロ』はシェーンベルクの「第2期」を代表する作品であり、ドイツのカバレット（キャバレー）文化を反映した表現主義的な曲付けが詩に生き生きとした生命力を吹き込んでいる。なお、シェーンベルクが「十二音技法」を確立するのは後年（1920年代以降）のことであり、この技法は本作品には用いられていない。
無調の作品ではあるが、音楽形式の面ではカノンやパッサカリア、自由対位法などの伝統的な形式も使われている
。

### パラドックス
『月に憑かれたピエロ』には、数々のパラドックスが含まれる。たとえば器楽奏者は、独奏者であると同時にオーケストラを構成しており、ピエロは主人公（英雄）であると同時に道化師である。作品は楽劇であると同時にコンサートピースであり、語られる歌（または歌われる朗読）つきのハイカルチャーのショー（またはサブカルチャーでもありうる芸術音楽）である。男役の道化師を演ずるのは女声で、道化師は第1人称と第3人称の間を揺れ動く。

## 歴史

### 作曲の経緯
委嘱者である女優アルベルティーネ・ツェーメは1904年頃から、オットー・フリースランダー作曲のピアノ伴奏によりメロドラマ『月に憑かれたピエロ』を上演していたが、その音楽に満足できず、1912年1月、シェーンベルクに1000マルクという高額の報酬を提示して『月に憑かれたピエロ』の新たなピアノ伴奏曲の作曲を依頼した。シェーンベルクはドイツ語版の『月に憑かれたピエロ』に創造力をかき立てられ、1月末には作曲を承諾した。
シェーンベルクは、ツェーメが朗読会で取り上げていた22篇と、ツェーメから希望があった「伊達男」など3篇をもとに作曲に取りかかった。「十字架（第14曲）」がやや難航したものの、作曲は早いペースで進み、同年7月9日には全てを脱稿した。
ツェーメのリクエストになかった詩（「セレナーデ」「悪趣味」など）が追加されたほか、ピアノ独奏から5人の室内楽に編成が拡大されるなど、作品は当初の委嘱内容を超えた形で仕上がった。

### 初演と受容

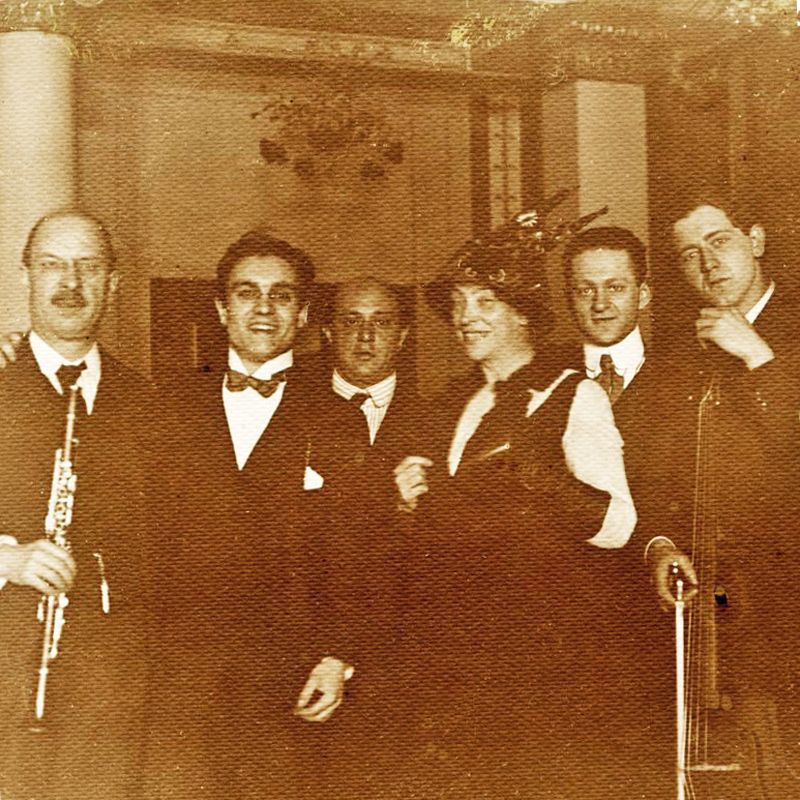
初演時のメンバー。右から3人目がツェーメ。

1912年の9月から、初演に向けてアンサンブルの練習が開始された。このアンサンブルは、指揮がシェーンベルク、語り手がツェーメ、ピアノがエドゥアルト・シュトイアーマン、フルートがハンス・ド・フリース（Hans W. de Vries）、クラリネットがカルル・エスペルガー（Karl Essberger）、ヴァイオリンがヤーコブ・マリニアク（Jakob Malinjak）、チェロがハンス・キントラー（Hans Kindler）というメンバーであった。
また、練習には、後に指揮者として活躍するヘルマン・シェルヘンが立会い、時にはシェーンベルクにかわって指揮を行った。
数十回の練習を重ねた後、1912年10月16日にベルリンのコラリオン・ザール（Choralion-Saal）において初演が行われた。ツェーメの意向により器楽アンサンブルはついたての後ろに隠され、ピエロに扮したツェーメただ一人が舞台に立った。
聴衆の反応は予想にたがわず賛否両論であり、アントン・ウェーベルンは初演時の口笛や嘲笑について触れつつも、最終的には「無条件の成功であった」と報告している。歌詞の冒涜性についていくつか批判がなされたことに対し、シェーンベルクは「連中が音楽的であったなら、誰一人として歌詞を罵ったりはしまい。それどころか連中は、口笛を吹き吹き立ち去ろうとしたではないか」と反論した。
初演を終えた後、このアンサンブルはウィーンやプラハ、シュトゥットガルトなどドイツ、オーストリアの11の都市を巡る演奏旅行を行った。二、三の都市では聴衆の騒ぎが起こったものの、聴衆の反応はおおむね好意的であった。
第一次世界大戦後の1921年には、シェーンベルクが主宰する私的演奏協会がウィーンやプラハにおいて『月に憑かれたピエロ』の再演を行った。これらの公演は成功し、海外でも同作品に対する関心が高まることとなった。さらに、1929年4月26日には、ウィーン国立音楽大学の学生が、同大学校長で作曲家フランツ・シュミットの指揮により『月に憑かれたピエロ』を公演で取り上げた。当作品が音楽大学の学生によって演奏されたのはこれが初めてであり、ウィーンの若い音楽家たちに強い影響を与えることになった。
1940年9月にはロサンゼルスにおいて、作曲者自身の指揮、エリカ・シュティードリー＝ヴァーグナー（Erika Stiedry-Wagner）の語り、初演メンバーの1人であるシュトイアーマンのピアノ、他のメンバーによりレコーディングが行われた。以後、今日に至るまで様々なアーティストによる録音が残されている。

### 他の作曲家への影響
ロシアの作曲家イーゴリ・ストラヴィンスキーは、『火の鳥』『ペトルーシュカ』の公演のため1912年にベルリンを訪れており、ここで『月に憑かれたピエロ』の演奏を耳にした。ストラヴィンスキーは同作品について、「ビアズリー崇拝の過ぎ去った回帰のように思われた同作品の美学的性格にはなんら感激しなかった」と述べる一方、個性的な楽器の使い方を「成功」と認め、これをヒントに、室内楽伴奏（フルート2、クラリネット2、ピアノ、弦楽四重奏）による歌曲『3つの日本の抒情詩』を書き上げた。
ストラヴィンスキーは、1913年の3月から4月にかけてフランスの作曲家モーリス・ラヴェルと共同の仕事に取り組んだ際、ラヴェルに『3つの日本の抒情詩』を紹介し、これが『月に憑かれたピエロ』から着想して作曲したことを説明した。ラヴェルもまた「室内アンサンブルによる独唱曲」という編成に興味を示し、フルート2、クラリネット2、ピアノ、弦楽四重奏伴奏による『ステファヌ・マラルメの3つの詩』を作曲した。
ピエール・ブーレーズは、『軌道－ラヴェル、ストラヴィンスキー、シェーンベルク』（1949年）において、『月に憑かれたピエロ』『日本の抒情詩』『マラルメの3つの歌』を比較し論じている。
また、ブーレーズの作品『ル・マルトー・サン・メートル（主なき槌）』も「室内楽伴奏による歌曲」であり、『月に憑かれたピエロ』の影響を受けている。

### フランスでの初演
フランスではラヴェルが、『月に憑かれたピエロ』『日本の抒情詩』『マラルメの3つの歌』の3作品を並べた「スキャンダラスなコンサート」の企画を1913年に着想した。このコンサートは、1914年1月14日の独立音楽協会の演奏会として実を結ぶが、要の「ピエロ」は演目から外れ、フランス初演は第一次世界大戦後に持ち越しとなった。
フランスにおいては、作曲家ダリウス・ミヨーの指揮により、第1部のみの部分初演が1921年12月15日にパリ農協ホールで、全曲初演が1922年1月22日と3月10日にサル・ガヴォーにて行われ、フランスでのシェーンベルク受容に大きな役割を果たした。このときミヨーと、語り手を務めたポーランド生まれのソプラノ歌手マリア・フロイントは、ドイツ語ではなくフランス語によって公演しようと考え、当初はジローによる原詩を用いようとしたが上手く行かず、フロイントがドイツ語からフランス語にテクストの再翻訳を行うことになった 。
フランスでの初演を成功させたミヨーとフロイントが1922年にウィーンに赴いた際、作曲家グスタフ・マーラー未亡人であるアルマ・マーラーの提案により、オリジナルのドイツ語版（シェーンベルクの指揮、エリカ・シュティードリー＝ヴァーグナーの語り）とフランス語版（ミヨーの指揮、フロイントの語り）の、2種類の『月に憑かれたピエロ』を聴き比べるという私的な催しが、アルマ・マーラー邸において行われた。
このときの演奏について、ミヨーは「シェーンベルクの指揮では劇的な要素がより荒々しく、強く狂おしく出たのに対して、私の指揮では感覚的な、柔らかい、微妙な、透明な要素が強調されました」と回想している。

### 日本での初演
第二次世界大戦後の日本では、美術家や音楽家によって構成される芸術グループ「実験工房」が、1954年10月9日に「シェーンベルクの夕べ」として『月に憑かれたピエロ』の日本初演を行った。
「実験工房」のメンバーの一部は、翌1955年に上演された武智鉄二演出による創作劇『月に憑かれたピエロ』にも参加している（後述）。

## 構成
『月に憑かれたピエロ』は3部構成で、おのおの7つの詩が含まれる。シェーンベルクは、数秘術に凝っていたので、7音から成る動機を作品全体に適用し、一方で演奏者数は指揮者を含めて7名としている。「作品21」に含まれる曲数が21であり、曲中で「ピエロ（Pierrot）」という単語が最初に登場するのは第3曲「伊達男」の21小節目である。
楽譜では、各部の最後の曲（第7曲、第14曲、第21曲）の最終小節のみに終止線が引かれている。それ以外の曲の最終小節は複縦線で終わっており、次の曲へのつなげ方や間の取り方が言葉により指示されている。

### 第1部
「月」に関する詩が最も集中しており、詩で言及される色彩は「白」が基調となっている。愛と性、宗教をが歌われ、全3部のうち、シェーンベルク自身の言う「軽やかな、皮肉で風刺的な調子」が最もよく現れている。
- 第1曲「月に酔い」 Mondestrunken
月の光が詩人を酔わせ、幻想の世界に誘う[42]。冒頭の7音の動機（次の譜例）は降り注ぐ月の光を表現しており[41]、他の曲にも登場する[41]。
- 第2曲「コロンビーナ」 Colombine
コメディア・デラルテの登場人物「コロンビーナ」への恋心が歌われる。ただし、「コロンビーナ」の名はタイトルにしか出てこない[41]。4分の3拍子で書かれており、第5曲とともにワルツである[41]。
- 第3曲「伊達男（ダンディ）」 Der Dandy
初めて「ピエロ」が登場する。彼は月の光を浴びて化粧する[42]。
- 第4曲「蒼ざめた洗濯女」 Eine blasse Wäscherin
「蒼ざめた洗濯女」は月そのものを擬人化した表現である[41]。器楽は常にpppで演奏される。
- 第5曲「ショパンのワルツ」 Valse de Chopin
初めて「血」に言及される。ただし、ここでの血は白いものとして描かれる[41]。
- 第6曲「聖母（マドンナ）」 Madonna
チェロのピチカートが、バロック期におけるトリオソナタの通奏低音を模している[43]。
- 第7曲「病める月」 Der kranke Mond
器楽はフルート1本のみである。この音楽は第13曲「打ち首」の後半で再現される。

### 第2部
残忍な悪夢が描かれ、暴力、罪、涜神、死がモチーフとなる。詩で言及される色彩は「黒」や血の「赤」が支配的となる。
- 第8曲「夜」〈パッサカリア〉 Nacht (Passacaglia)
巨大な蝶が太陽をかき消し暗闇に覆われたことが、低音楽器とピアノの低音を伴って表現される。次の譜例に示した3音から成る動機が様々に展開される[44]。
- 第9曲「ピエロへの祈り」 Gebet an Pierrot
笑いを忘れた詩人がピエロに祈る。ツェーメの委嘱を受けたシェーンベルクが最初に作曲した曲である[45]。
- 第10曲「盗み」 Raub
ピエロは墓泥棒となる。地下の棺の中から血の色をしたルビーがピエロを見つめる[46]。
- 第11曲「赤いミサ」 Rote Messe
司祭になりすましたピエロは、自らの心臓を取り出し、血のしたたるホスチアとして掲げる[46]。
- 第12曲「絞首台の歌」 Galgenlied
ここからの3曲は処刑がテーマである。絞首台が「おさげ髪の痩せた娼婦」として描かれる[46]。12小節しかなく、全21曲中最も短い[47]。
- 第13曲「打ち首」 Enthauptung
ここでは、月はピエロの首を刎ねるための三日月刀のイメージに重なる[47]。曲の後半は器楽のみの間奏となり、第7曲「病める月」の音楽が四重奏で再現される。この部分は、仕上げの段階で書き足されたものである[47]。第13曲に第7曲の旋律が続く構成については、シェーンベルクが「13」を「運命の数字」として忌み嫌っていた[48]こととの関連も考えられる[47][注 33]。
- 第14曲「十字架」 Die Kreuze
詩人が大衆により磔となる。メロドラマ全編のクライマックスである[47]。

### 第3部
ピエロが過去にとりつかれてきたベルガモへの里帰りが、「グロテスクなユーモア」を交えながら歌われる。
- 第15曲「郷愁」 Heimweh
ピエロは感傷的になり、イタリアへの望郷の念を抱く[49]。
- 第16曲「悪趣味」  Gemeinheit！
ピエロが、ライバルのカッサンドロの頭に穴を開け、そこに煙草を突っ込むという怪奇な幻想[49]。
- 第17曲「パロディ」 Parodie
お目付け役の老女がピエロの恋人となり帰りを待っている[50]。反進行のカノンが使われており[51]、「声」もカノンに加わっている[注 34]。
- 第18曲「月のしみ」 Der Mondfleck
ピエロは背中についた「月のしみ」を見ようと振り返る。声とピアノを除く器楽パートは10小節目の中央で逆行を始め、ピエロが「振り返る」様子を表現している[52]。次の譜例はクラリネットの最初（1小節目）と最後（19小節目）の小節であり、音程とリズムが回文のようになっている（実音で表記している）。

また、この曲では、チェロがヴァイオリンを追いかけるカノンと、ピッコロがクラリネットを追いかけるカノンが同時進行し（二重カノン）、さらにピアノの右手と左手は、木管楽器のカノンを2倍に引き伸ばしたカノンを奏でる（拡大カノン）という、複雑な対位法的技巧が使われている[53][注 35]。

- 第19曲「セレナーデ」 Serenade
ピエロがヴィオラを弾いているところにカッサンドロが現れる。ピエロはヴィオラを捨てると、カッサンドロの禿頭を弓でこすって演奏を続ける[52]。歌詞がある部分の器楽はチェロとピアノのみ。末尾の短い間奏部分で他の楽器が加わり[51]、間を開けずに次の曲に移る。
- 第20曲「帰郷」〈舟歌〉 Heimfahrt (Barcarole)
8分の6拍子で書かれており、副題のとおり伝統的な「舟歌（バルカローレ）」のパロディである[52]。
- 第21曲「おお、なつかしい香りよ」 O alter Duft
詩の言葉に初めて「太陽」が登場する[52]。持ち替えも含め、全ての楽器が使われる唯一の曲である。ピエロ（詩人）の過去へのノスタルジーを表現するとともに、シェーンベルク自身の初期の作曲活動への思い出が呼び起こされているようにもとれる[55][56]。次の譜例は、終盤に差し掛かった26小節目からの、チェロとヴィオラによるデュエット。

## 楽器編成
フルート（ピッコロ持ち替え）、クラリネット（バスクラリネット持ち替え）、ヴァイオリン（ヴィオラ持ち替え）、チェロ、シュプレッヒシュティンメ、ピアノ。

## 出版
ウニヴェルザール出版社
簡易的な伝統的なピアノ伴奏譜だけの楽譜も同社から出版されている。

## 演奏時間
全3部、21曲約35分（各部12分、11分、12分）。

## 語り手を務めたアーティスト
これまでに多くの録音が残されており、様々なアーティストが語り手（独唱）を務めている。
クラシック音楽の声楽家では、ベサニー・ビアズリー、ヘルガ・ピラルツィク、ジャン・デガエターニ、イヴォンヌ・ミントン、フィリス・ブリン＝ジュルソン、カリン・オット、クリスティーネ・シェーファー、アニャ・シリヤなど。
クラシック音楽以外のジャンルでは、女優のバルバラ・スコヴァ、ジャズシンガーのクレオ・レーン 、ポップスターのビョーク 

が録音を残している。

## 様々な上演形態
『月に憑かれたピエロ』を「語りと演奏」以外の舞台作品として上演する試みは早い段階から見られ、他の芸術ジャンルとのコラボレーションも行われている。

### 舞踏
初演翌年（1913年）の公演を聴いたシュトゥットガルトの宮廷ソロダンサー、アルベルト・ベルガーは、この作品によってクラシックバレエの形骸化を打破できると考え、シェーンベルクに手紙を送りバレエ化を提案した。シェーンベルクは「私の音楽は舞踏を拒絶している」としながらも興味を示したが、第一次世界大戦によりこの話は立ち消えとなった。また、1920年代初めにはバレエダンサーのレオニード・マシーンが、「語りを省略した」形での舞台を計画したが、シェーンベルクはこれを拒否した。
1962年にはダンサーであり振り付け師であったグレン・テトリーの振り付けでピエロ姿のルドルフ・ヌレエフがこの曲を背景に踊った。

### 演劇
第二次世界大戦後の日本においては、1955年12月5日に、武智鉄二の演出による仮面劇『月に憑かれたピエロ』が東京の産経会館国際会議場にて上演された。この公演には、前年に『月に憑かれたピエロ』の日本初演を行った総合芸術グループ「実験工房」も深く関与しており、メンバーのうち、 秋山邦晴が歌詞の日本語訳、北代省三が装置と仮面、福島秀子が衣裳を担当した。
武智は作品に独自の解釈を加え、ピエロの抑圧された性をめぐるストーリーに仕立てた。登場人物としては、ピエロの他にコロンビーヌ、アルルカンが設定され、ピエロを狂言師の野村万作、コロンビーヌを関西歌劇団のソプラノ歌手浜田洋子、アルルカンを能楽師の観世寿夫が演じた。歌（語り）はコロンビーヌ役の浜田のみが担当し、他の2名はパントマイムで表現した。
2004年には東京藝術大学新奏楽堂において、ヨネヤマ・ママコの助演によりパントマイム付きの『月に憑かれたピエロ』の上演が試みられた。
2011年および2012年、フィンランドの作曲家ミーカ・ヒューティアイネンが、自身の作曲による『夢の影』を、シェーンベルクの『月に憑かれたピエロ』の曲間に挟みこんだ実験的な音楽劇『月に憑かれたピエロとその影』（Pierrot Lunaire and its Shadow）の公演がヘルシンキで行われた

。
2012年には、オーストリアに住むソプラノ歌手中嶋彰子が演出した能楽とのコラボレーションによる舞台『夢幻能「月に憑かれたピエロ」』の公演が、石川県・富山県・東京都で行われた。ニールス・ムースの指揮、中嶋彰子の語り、斉藤雅昭のピアノ、オーケストラ・アンサンブル金沢のメンバーによる演奏と、宝生流の渡邊荀之助がシテを務める能楽が共演した。

### 映像作品
1999年にはこの曲を題材とした映像作品『ワン・ナイト、ワン・ライフ』（One Night. One Life.）が制作されている。監督はオリヴァー・ヘルマン （Oliver Hellmann）、主演および歌唱はクリスティーネ・シェーファー。